# Silvano Montanari
Silvano Montanari (Mantova, 2 aprile 1921 – 9 dicembre 1978) è stato un politico italiano.

## Biografia
Partigiano, nel dopoguerra è Segretario della Federazione Giovanile Comunista Italiana di Milano e funzionario del Partito Comunista Italiano,con cui viene eletto alla Camera dei deputati dalla I alla III legislatura, dal 1948 al 1963. È stato anche presidente della Provincia di Mantova e vicepresidente delle Cooperative e mutue. 
Morì il 9 dicembre 1978 all'età di 57 anni. Era sposato con Iris Fortuna, dalla quale ebbe quattro figli: Ilina, Mira, Emiliano e Valentina.